# Branchdale
Branchdale és una concentració de població designada pel cens dels Estats Units a l'estat de Pennsilvània. Segons el cens del 2000 tenia 436 habitants.

## Demografia
Segons el cens del 2000, Branchdale tenia 436 habitants, 185 habitatges, i 113 famílies. La densitat de població era de 198 habitants per quilòmetre quadrat.
Dels 185 habitatges en un 28,1% hi vivien nens de menys de 18 anys, en un 47,6% hi vivien parelles casades, en un 11,9% dones solteres, i en un 38,9% no eren unitats familiars. En el 34,1% dels habitatges hi vivien persones soles el 19,5% de les quals corresponia a persones de 65 anys o més que vivien soles. El nombre mitjà de persones vivint en cada habitatge era de 2,36 i el nombre mitjà de persones que vivien en cada família era de 3,04.
Per edats la població es repartia de la següent manera: un 24,5% tenia menys de 18 anys, un 6,9% entre 18 i 24, un 28,9% entre 25 i 44, un 19,3% de 45 a 60 i un 20,4% 65 anys o més.
L'edat mediana era de 38 anys. Per cada 100 dones de 18 o més anys hi havia 83,8 homes.
La renda mediana per habitatge era de 27.321 $ i la renda mediana per família de 36.563 $. Els homes tenien una renda mediana de 31.944 $ mentre que les dones 21.563 $. La renda per capita de la població era de 14.378 $. Entorn del 5,7% de les famílies i el 12% de la població estaven per davall del llindar de pobresa.

## Poblacions properes
El següent diagrama mostra les poblacions més properes.